# 第二次世界大戦中のドイツ空軍の編成
本項では第二次世界大戦中のドイツ空軍の編成について解説する。

## 上部機構
ドイツ国防軍の空軍における最高指揮統帥機構は、空軍総司令部（OKL）であり、軍政についてはドイツ航空省（RLM）が担っていた。OKLは陸軍総司令部（OKH）や海軍総司令部（OKM）と同格であり、法的には国防軍最高司令部（OKW）の指揮を受けていた。第二次世界大戦中のほとんどの期間においてヘルマン・ゲーリングが空軍総司令官の職にあった。

## 組織構造・階梯
空軍総司令部は直轄として航空艦隊を指揮下に入れている。航空艦隊は航空軍団や航空師団を隷下に収めており、その下には航空団が置かれていた。航空団は飛行隊からなり、飛行隊は複数の中隊からなっている。

### 航空艦隊
最も大きな部隊編制は航空艦隊（Luftflotten）であり、空軍最高司令部（OKL）の直接指揮を受けるものであった。
ドイツ再軍備宣言後、1939年2月に第1から第3航空艦隊がそれぞれ航空集団司令部（Luftwaffengruppenkommando）から改編・編成された。大戦勃発時は4個航空艦隊があり、第1から第4の各航空艦隊は、ドイツの各地域を分担する形で配置されていた。戦域の拡大に伴い、1940年に第5航空艦隊、1943年に第6航空艦隊が編成された。また、1944年には中部航空司令部（Luftwaffenbefehlshaber Mitte）を改編し、本土防空を担当する本国航空艦隊（Luftflotte Reich）が編成されている。
- 第1航空艦隊（Luftflotte 1）：1939年-1945年
- 第2航空艦隊（Luftflotte 2）：1939年-1944年
- 第3航空艦隊（Luftflotte 3）：1939年-1944年
- 第4航空艦隊（Luftflotte 4）：1939年-1945年
- 第5航空艦隊（Luftflotte 5）：1940年-1944年
- 第6航空艦隊（Luftflotte 6）：1943年-1945年
- 第10航空艦隊（Luftflotte 10）：訓練部隊[2]
- 本国航空艦隊（Luftflotte Reich）[2]

航空艦隊には、次のような部隊が属した。
1. 飛行場を管理・防衛し、地域の対空砲部隊などを指揮する航空管区司令部（Luftgaukommando）またはそれに類する地域司令部（Feldluftgaukommandoなど）。
2. 陸軍部隊とともに前線や占領地で戦う、空軍所属の対空砲部隊。高射砲軍団（Flakkorps）、高射砲師団などの単位で航空艦隊、航空軍団などに属し、司令部と陸軍が協議して特定の陸軍部隊に協力させた。例えば1941年6月の独ソ戦開始時、第I高射砲軍団は第2航空艦隊に属していたが、中央軍集団（陸軍）、とくにその中の第2戦車集団に協力した。
3. 航空軍団（Fliegerkorps）または航空師団（Fliegerdivision）など主に航空機で作戦する部隊。航空師団は航空軍団より小規模なものであった。各航空軍団・師団は複数の航空団・飛行隊より構成されていた。
4. 地域別、または任務別の司令部。例えば1940年以降フランスを担当した第3航空艦隊には大西洋航空指揮官が属し、大西洋上で攻撃や哨戒に当たる第40爆撃航空団などを指揮した。

## 航空軍団
航空軍団（Fliegerkorps）には次のようなものがあった。
- 第1航空軍団（I Fliegerkorps）：1939年-。
- 第2航空軍団（II Fliegerkorps）：1939年-。
- 第3航空軍団（III Fliegerkorps）：1939年-。
- 第4航空軍団（IV Fliegerkorps）：1939年-。
- 第5航空軍団（V Fliegerkorps）：1939年-。
- 第8航空軍団（VIII Fliegerkorps）：地上支援。
- 第9航空軍団（IX Fliegerkorps）：1940年-。洋上哨戒。
- 第10航空軍団（X Fliegerkorps）：1939年-。洋上哨戒。
- 第11航空軍団（XI Fliegerkorps）：地上戦闘部隊。
- 第12航空軍団（XII Fliegerkorps）：夜間戦闘機部隊。
- 第13航空軍団（XIII Fliegerkorps）：地上戦闘部隊。
- 第14航空軍団（XIV Fliegerkorps）：輸送機部隊（1943-1944年）。
- チュニス航空軍団（Fliegerkorps Tunis）：1943年2月から5月まで存在。

なお第11航空軍団、第13航空軍団、第7航空師団は、航空軍団や航空師団のナンバリングの中に含まれるが地上戦部隊であった。これについては後の項で述べる。

## 航空団
航空団（Geschwader）以下が戦術単位部隊であり、原則として航空団内の航空機は種類ごとに統一されている。各航空団は複数の飛行隊（Gruppen）で構成され、各飛行隊は複数の中隊（Staffel）、各中隊は複数の小隊（Schwarm）よりなる。また、戦闘機向けの2機編隊はロッテ（Rotte）、爆撃機向けの3機編隊はケッテ（Kette）と呼称した。

### 構成と定数
航空団（Geschwader）の定数は、戦闘隊160機・その他120機。飛行隊（大隊Gruppen）は3中隊、航空団は3大隊編成を標準とし、中隊の定数は12機である。ただし戦争中期以後の戦闘隊は16機となった。航空団と大隊本部には、3～4機編成の本部編隊があった。
（表記例は第99戦闘航空団のものとして）
| 航空団                | 飛行隊                            | 飛行中隊                       | 表記例                  | 機数     |
| --------------------- | --------------------------------- | ------------------------------ | ----------------------- | -------- |
| 航空団 （Geschwader） | 航空団本部小隊 （Geschwaderstab） |                                | JG 99                   | 3～4機   |
| 航空団 （Geschwader） | 第I飛行隊 （I. Gruppen）          | 飛行隊本部小隊 （Gruppenstab） | Gruppenstab I. /JG 99   | 3～4機   |
| 航空団 （Geschwader） | 第I飛行隊 （I. Gruppen）          | 第1飛行中隊 （1.Staffel）      | 1. /JG 99               | 12～16機 |
| 航空団 （Geschwader） | 第I飛行隊 （I. Gruppen）          | 第2飛行中隊 （2.Staffel）      | 2. /JG 99               | 12～16機 |
| 航空団 （Geschwader） | 第I飛行隊 （I. Gruppen）          | 第3飛行中隊 （3.Staffel）      | 3. /JG 99               | 12～16機 |
| 航空団 （Geschwader） | 第II飛行隊                        | 飛行隊本部小隊 （Gruppenstab） | Gruppenstab II. /JG 99  | 3～4機   |
| 航空団 （Geschwader） | 第II飛行隊                        | 第4飛行中隊 （4.Staffel）      | 4. /JG 99               | 12～16機 |
| 航空団 （Geschwader） | 第II飛行隊                        | 第5飛行中隊 （5.Staffel）      | 5. /JG 99               | 12～16機 |
| 航空団 （Geschwader） | 第II飛行隊                        | 第6飛行中隊 （6.Staffel）      | 6. /JG 99               | 12～16機 |
| 航空団 （Geschwader） | 第III飛行隊                       | 飛行隊本部小隊 （Gruppenstab） | Gruppenstab III. /JG 99 | 3～4機   |
| 航空団 （Geschwader） | 第III飛行隊                       | 第7飛行中隊 （7.Staffel）      | 7. /JG 99               | 12～16機 |
| 航空団 （Geschwader） | 第III飛行隊                       | 第8飛行中隊 （8.Staffel）      | 8. /JG 99               | 12～16機 |
| 航空団 （Geschwader） | 第III飛行隊                       | 第9飛行中隊 （9.Staffel）      | 9. /JG 99               | 12～16機 |

### 航空団の種類
- 戦闘航空団（JG; Jagdgeschwader） - 昼間戦闘機部隊。戦闘航空団司令によって率いられる。
- 夜間戦闘航空団（NJG; Nachtjagdgeschwader） - 夜間戦闘機部隊。
- 駆逐航空団（ZG; Zerstörergeschwader） - 駆逐機（駆逐戦闘機）部隊。
- 地上攻撃航空団（SG; Schlachtgeschwader） - 地上攻撃機部隊。
- 急降下爆撃航空団（StG; Sturzkampfgeschwader） - 急降下爆撃機部隊。
- 教導航空団（LG; Lehrgeschwader） - 試験部隊。
- 輸送航空団（TG; Transportgeschwader） - 輸送機部隊。
- 爆撃航空団（KG; Kampfgeschwader） - 爆撃機部隊。

### 主な航空団
- 第44戦闘航空団
- 第200爆撃航空団

## 地上戦闘部隊
第二次世界大戦中のドイツ空軍の特徴の一つとして、大規模な地上戦闘部隊を有していた。
陸軍は大戦後半には陸軍部隊自身を守るため、独自の高射砲部隊を編制の中に多く持つようになったが、なお高射砲部隊の多くは空軍所属であった。後方のものは空軍管区司令部に属し、前線や占領地で戦う部隊はそれぞれ現地で作戦する航空艦隊などの指揮に服した。
第2次大戦開戦当時、すでに廃止されたものも含め第1から第5までの航空師団は航空機部隊、第6航空師団は高射砲部隊だった。空挺兵である降下猟兵部隊は当初、その使用する輸送機部隊とともに第7航空師団にまとめられていた。他の航空師団はポーランド戦終了後、航空軍団や高射砲軍団に昇格したが、第7航空師団はそのままで、代わりに第11航空軍団が新設されて、降下猟兵の訓練など後方支援を担当した。
1942年2月からオイゲン・マインドル降下猟兵少将の指導によって、空軍の余剰人員を使った地上部隊が活動を始め、空軍野戦師団に発展した。その人員を訓練・補充するために、マインドルを初代軍団長として作られたのが第13航空軍団だった。
空軍野戦師団が良い戦績を残さなかったことから、1943年秋以降順次、空軍野戦師団は陸軍に移管された。一方空軍は、1943年5月に第7航空師団を第1降下猟兵師団に改称するとともに、降下猟兵師団の増設に乗り出した。1944年には第1降下猟兵軍が編成され、第13航空軍団が第1降下猟兵軍団、第11軍団が第2降下猟兵軍団と改称された。

## 戦闘部隊の論功行賞
撃墜審査は、当日の戦闘報告に基づき大隊単位で行われ、連隊で再審理の上飛行師団に報告される。さらに高射砲部隊等の地上部隊の意見具申も受けて厳正に決められた。撃墜点数による叙勲は戦争の時期と戦場、対戦相手国（米・英・ソ）等により差が有るが、1943年の西部戦線では以下の通りである。
- 二級鉄十字章→1点
- 一級鉄十字章→3点
- 名誉章→10点
- ドイツ十字章→20点
- 騎士鉄十字章→40点
- 柏葉付騎士鉄十字章→70点
- 柏葉・剣付騎士鉄十字章→100点
- 柏葉・剣・ダイヤモンド付騎士鉄十字章→150点

なお、撃墜点数のカウント基準は戦闘機撃墜が1点、双発爆撃機撃墜が2点、4発重爆撃機が3点とされている。